# KDE neon
KDE neon este o distribuție Linux dezvoltată de KDE bazată pe versiunile Ubuntu de suport pe termen lung (LTS), la pachet cu un set de depozite de software adiționale care conțin cele mai recente versiuni ale mediului/cadru de desktop Plasma 5, setul de instrumente Qt 5 și alt software KDE compatibil. Anunțat pentru prima dată în iunie 2016 de fondatorul Kubuntu, Jonathan Riddell, după plecarea lui de la Canonical Ltd., a fost adoptat de un număr în creștere constantă de utilizatori Linux, apărând în mod regulat în Top 20 pe tabelele de popularitate ale lui DistroWatch.com.
Se oferă în variante stabile si de dezvoltare; User Edition este o versiune stabilă cu cele mai recente pachete KDE care au trecut asigurarea calității, în timp ce ramurile Testing, Unstable și Developer Edition folosesc cele mai recente versiuni beta și instabile nocturne ale pachetelor KDE (ultima dintre acestea inclusă cu bibliotecile de dezvoltare KDE și anteturi).

## Diferențele față de Kubuntu
Deoarece Kubuntu are suita KDE Plasma pe un sistem de operare de bază Ubuntu, KDE neon este adesea confundat cu Kubuntu și invers. Cu toate acestea, diferența principală dintre cele două sisteme de operare este că Kubuntu menține versiuni stabile și versiunea LTS a Ubuntu, în timp ce KDE neon se concentrează pe actualizarea edițiilor pentru dezvoltatori ale aplicațiilor KDE fără a menține versiuni stabile ale Ubuntu, cu excepția cazului în care utilizatorul root alege în mod activ să-și actualizeze sistemele. KDE neon obligă utilizatorul să actualizeze distro cu pachetul PackageKit în loc de Advanced Packaging Tool. Această abordare previne posibilele probleme în timpul actualizării pachetelor KDE.

## Hardware
Au fost lansate două laptop-uri cu KDE neon preinstalat, KDE Slimbook (lansat în martie 2017) și KDE Slimbook II (lansat în 2018).

## Istorie și versiuni
KDE neon a început să prindă contur la sfârșitul anului 2015, ca o modalitate de a oferi ceea ce este în esență o lansare continuă a software-ului KDE pe baza stabilă a sistemului de operare Ubuntu. Imaginile de instalare zilnice au început să fie construite în ianuarie 2016. Aceste imagini au fost bazate pe Ubuntu 15.10, dar în aprilie 2016, upgrade-uri la Ubuntu 16.04, care avea să devină în cele din urmă baza pentru prima versiune generală, care a avut loc pe 8 iunie 2016.
KDE neon a anunțat în ianuarie 2017 că distribuția își va schimba instalatorul de la Ubiquity la Calamares, deoarece Ubiquity „nu are unele caracteristici”. În februarie 2018, dezvoltatorii KDE neon au eliminat edițiile LTS de pe pagina de descărcări, dar au păstrat aceste ediții în oglinzile de descărcare, deoarece „mulți oameni întrebau ce ediție să folosească și care este diferența”. În mai 2018, KDE a început să schimbe KDE neon să fie bazat pe Ubuntu 18.04 în loc de Ubuntu 16.04. Imaginile de previzualizare neon KDE, bazate pe Ubuntu 18.04, au devenit disponibile în august 2018. Pe 10 august 2020, KDE a lansat o versiune rebazată a KDE Neon, bazată pe Ubuntu 20.04. Din 26 august 2022, imaginile KDE sunt bazate pe Ubuntu 22.04 LTS
Deoarece KDE neon este în primul rând un pachet de software KDE (și ocazional dependențe actualizate) pe deasupra Ubuntu LTS, versiunile sale sunt pur și simplu numerotate în funcție de versiunea de lansare Plasma.
Imaginile noi de instalare sunt create în mod regulat, luând cele mai recente pachete din Ubuntu și cele mai recente pachete din depozitele KDE neon.